# Gonanticlea penicilla
Gonanticlea penicilla là một loài bướm đêm trong họ Geometridae.